# Antecedente (lógica)
Un antecedente es la primera parte de una proposición hipotética, siempre que la cláusula "si" preceda a la cláusula "entonces". En algunos contextos el antecedente se llama protasis.

## Estructura lógica
- Si {\displaystyle P}, entonces {\displaystyle Q}.

Esta es una formulación no lógica de una proposición hipotética. En este caso, el antecedente es {\displaystyle P}, y el consecuente es {\displaystyle Q}. En una implicación, si {\displaystyle \phi } implica {\displaystyle \psi } entonces  {\displaystyle \phi } se llama el antecedente y {\displaystyle \psi } el consecuente.

## Ejemplos
- Si {\displaystyle X} es un hombre, entonces {\displaystyle X} es mortal.

"{\displaystyle X} es un hombre" es el antecedente para esta proposición.
- Si a 2016 hay hombres en la Luna, entonces yo soy el rey de Francia.

Aquí, "a 2016 hay hombres en la Luna" es el antecedente.